# St. Johannes Baptist (Ottleben)

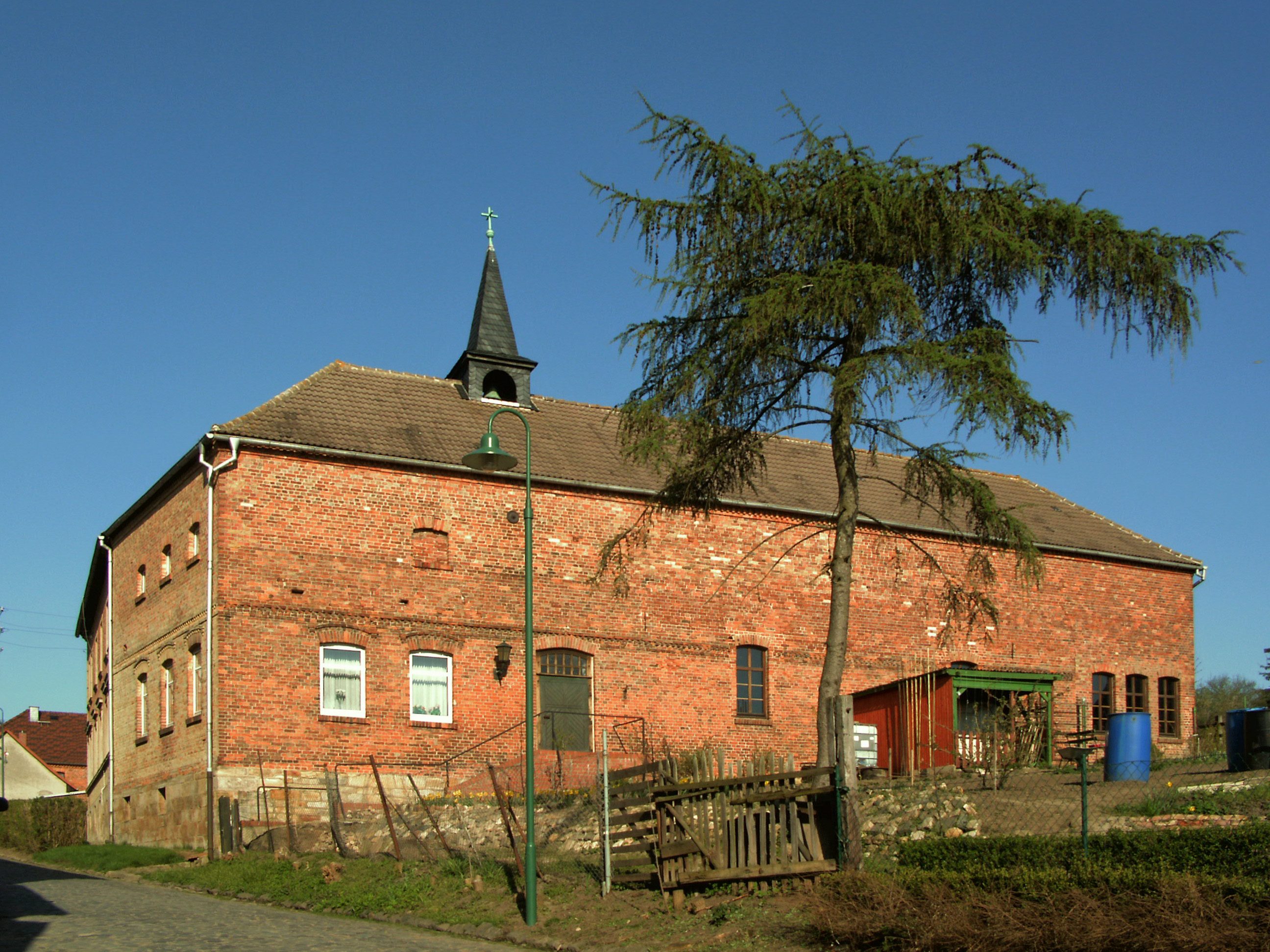
Außenansicht

Die Kirche Sankt Johannes Baptist ist die katholische Kirche in Ottleben, einem Ortsteil der Gemeinde Ausleben im Landkreis Börde in Sachsen-Anhalt. Sie gehört zur Pfarrei St. Marien mit Sitz in Oschersleben im Dekanat Egeln des Bistums Magdeburg. Die nach dem heiligen Johannes dem Täufer benannte Kirche befindet sich in der Triftstraße 4 (Ecke Schmiedeberg).

## Geschichte
Im 16. Jahrhundert wurde die Bevölkerung und die aus dem 13. Jahrhundert stammende St.-Stefani-Kirche in Ottleben durch die Einführung der Reformation evangelisch-lutherisch.
Infolge des Zweiten Weltkriegs ließen sich wieder Katholiken, vorwiegend aus der Bukowina umgesiedelte oder geflohene Bukowinadeutsche, im Raum Ottleben nieder. Zum 16. Dezember 1946 wurde in Ottleben eine Kirchengemeinde eingerichtet, die zum 1. November 1947 durch Lorenz Jaeger, den Bischof des Erzbistums Paderborn, zu dem Ottleben damals gehörte, zur Kuratie erhoben wurde. Zur Kuratie gehörten neben Ottleben auch die Dörfer Ausleben, Beckendorf, Üplingen und Warsleben. Ex caritate betreute der Kuratus von Ottleben auch die Katholiken in den Ortschaften Jakobsberg und Neindorf sowie Hornhausen, wo 1957 eine eigene, inzwischen profanierte Kirche errichtet wurde.
1950 verkaufte ein Bauer namens Holzhauer ein verwahrlostes landwirtschaftliches Anwesen an das Erzbischöfliche Kommissariat Magdeburg, das unter Führung des Architekten Hermann Lippsmeier aus Magdeburg renoviert und umgebaut wurde. 1950/51 erfolgte der Umbau des an das Wohnhaus angrenzenden Kuhstalls zu einer Kapelle, die am 17. Juni 1951 durch Weihbischof Wilhelm Weskamm benediziert wurde. Sie bekam das Patrozinium des heiligen Johannes des Täufers. Bis 1953 erfolgte der Umbau des Wohnhauses zum Pfarrhaus, der anliegende Pferdestall wurde zum Gemeinde- und Unterrichtsraum umgestaltet. 1957 wurde der Gebäudekomplex durch einen Dachreiter gekrönt.
Am 13. Oktober 2007 wurde der Gemeindeverbund „Eilsleben – Großalsleben – Hadmersleben – Hamersleben – Hötensleben – Klein Oschersleben – Oschersleben – Sommerschenburg – Völpke“ errichtet, zu dem von da an auch die Kirche gehörte. Am 28. November 2010 entstand aus dem Gemeindeverbund die heutige Pfarrei „St. Marien“. Die Volkszählung in der Europäischen Union 2011 zeigte, dass von den 1755 Einwohnern der politischen Gemeinde Ausleben 71, und damit rund 4 %, der römisch-katholischen Kirche angehörten.

## Architektur und Ausstattung

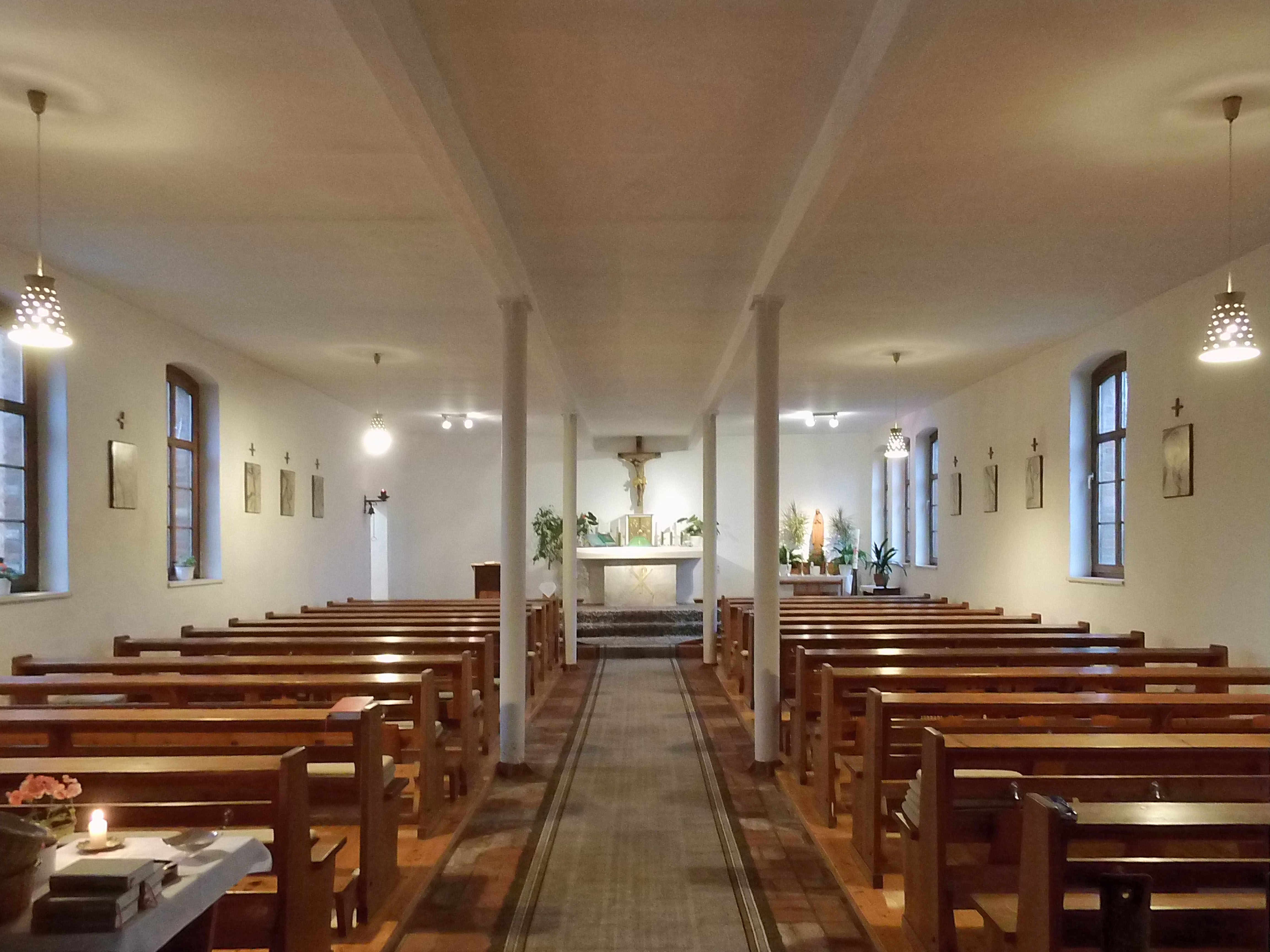
Innenansicht

Die Kirche befindet sich in rund 115 Meter Höhe über dem Meeresspiegel. Das Kreuz auf dem Dachreiter hat nicht wie üblich zwei Kreuzbalken, sondern drei. In jede Himmelsrichtung weist ein Kreuzbalken, und von jeder Blickrichtung aus ist es als Kreuz erkennbar. Im Dachreiter befindet sich eine Glocke.
Das Kirchengestühl lässt einen Mittelgang frei und bietet 132 Besuchern Platz. Der Altarraum wird von einem Kruzifix dominiert. Seitlich vom Zelebrationsaltar ist der Marienaltar platziert, eine Statue stellt Maria mit einem Rosenkranz dar. Zur Innenausstattung gehören ferner 14 Kreuzwegstationen, ein Harmonium und ein Beichtstuhl.